# 승국이
승국이(1988년 2월 16일 ~)는 대한민국의 가수다. 2019년 디지털 싱글 앨범 [대세남]으로 데뷔했다.

## 방송
- 라디오 스타 (2019)
- 불후의 명곡 2 (2019, 2022)
- 전국노래자랑 (2019, 2022) - 초대가수
- 복면가왕 (2020)
- 더트롯쇼 (2022)
- 가요무대 (2022)
- 미스터트롯2 - 새로운 전설의 시작 (2022) - Top73
- 현역가왕2 (2024) - Top36

## 음반
- 대세남 (2019)
- 검문할게요 (2022)